# Тарптаун (Пенсільванія)
Тарптаун (англ. Tharptown) — переписна місцевість (CDP) в США, в окрузі Нортамберленд штату Пенсільванія. Населення — 487 осіб (2020).

## Географія
Тарптаун розташований за координатами 40°48′12″ пн. ш. 76°34′16″ зх. д. / 40.80333° пн. ш. 76.57111° зх. д. (40.803381, -76.571195).  За даними Бюро перепису населення США в 2010 році переписна місцевість мала площу 0,27 км², з яких 0,25 км² — суходіл та 0,02 км² — водойми.

## Демографія
Згідно з переписом 2010 року, у переписній місцевості мешкало 498 осіб у 234 домогосподарствах у складі 147 родин. Густота населення становила 1811 осіб/км².  Було 265 помешкань (964/км²).
Расовий склад населення:
| - 99,0 % — білих - 0,4 % — азіатів |

До двох чи більше рас належало 0,4 %. Частка іспаномовних становила 0,6 % від усіх жителів.
За віковим діапазоном населення розподілялося таким чином: 15,9 % — особи молодші 18 років, 60,4 % — особи у віці 18—64 років, 23,7 % — особи у віці 65 років та старші. Медіана віку мешканця становила 47,0 року. На 100 осіб жіночої статі у переписній місцевості припадало 91,5 чоловіків;  на 100 жінок у віці від 18 років та старших — 88,7 чоловіків також старших 18 років.
Середній дохід на одне домашнє господарство  становив 44 802 долари США (медіана — 34 837), а середній дохід на одну сім'ю — 49 518 доларів (медіана — 37 969). Медіана доходів становила 43 021 долар для чоловіків та 20 750 доларів для жінок. За межею бідності перебувало 8,3 % осіб, у тому числі 15,4 % дітей у віці до 18 років та 4,2 % осіб у віці 65 років та старших.
Цивільне працевлаштоване населення становило 147 осіб. Основні галузі зайнятості: освіта, охорона здоров'я та соціальна допомога — 27,2 %, мистецтво, розваги та відпочинок — 15,6 %, будівництво — 12,2 %, виробництво — 11,6 %.